# Vuelta a Murcia
Vuelta Ciclista a Murcia je jednodenní cyklistický závod konaný v Murcijském regionu ve Španělsku. První 4 ročníky závodu byly určeny amatérům. Původně se závod konal na začátku března a sestával z 5 etap. Kvůli španělské finanční krizi však byl zkrácen v roce 2011 na 3 etapy a o rok později na 2 etapy. Mezi lety 2013 a 2018 byl závod organizován jako jednodenní a své datum konání přesunul do poloviny února. V roce 2019 byl závod rozšířen na 2 etapy jako součást UCI Europe Tour na úrovni 2.1. Z důvodu odložení závodu v roce 2021 na květen se závod navrátil k jednodennímu formátu s očekáváním návratu dvoudenního formátu do budoucna.

## Kontroverze
Z ročníku 2010 byly po rozhodnutí organizátorů vyloučeny všechny italské týmy. Důvodem byl zákaz závodění pro Alejandra Valverdeho, který mu udělil Italský olympijský výbor v souvislosti s jeho propojením s dopingovým skandálem Operación Puerto.
V roce 2011 vyhrál Alberto Contador celkové pořadí a bodovací soutěž po vítězství v druhé a třetí etapě, individuální časovce. V únoru 2012 mu však byly odebrány všechny výsledky od července 2010, čímž se novým vítězem stal Jérôme Coppel.

## Seznam vítězů
| Rok  | Země               | Jezdec                  | Tým                            |
| ---- | ------------------ | ----------------------- | ------------------------------ |
| 1981 | Španělsko          | Pedro Delgado           |                                |
| 1982 | Španělsko          | Salvador Sanchis        |                                |
| 1983 | Španělsko          | Francisco Javier Cedena |                                |
| 1984 | Španělsko          | Ricardo Martínez        |                                |
| 1985 | Španělsko          | José Recio              | Kelme                          |
| 1986 | Španělsko          | Miguel Indurain         | Reynolds                       |
| 1987 | Španělsko          | Pello Ruiz Cabestany    | Caja Rural–Seat                |
| 1988 | Španělsko          | Carlos Hernández        | Teka                           |
| 1989 | Španělsko          | Marino Alonso           | Teka                           |
| 1990 | Nizozemsko         | Tom Cordes              | Buckler–Colnago–Decca          |
| 1991 | Španělsko          | José Luis Villanueva    | ONCE                           |
| 1992 | Kolumbie           | Álvaro Mejía            | Postobón                       |
| 1993 | Španělsko          | Carlos Galarreta        | Deportpublic                   |
| 1994 | Španělsko          | Melcior Mauri           | Banesto                        |
| 1995 | Itálie             | Adriano Baffi           | Mapei–GB–Latexco               |
| 1996 | Španělsko          | Melcior Mauri           | ONCE                           |
| 1997 | Španělsko          | Juan Carlos Domínguez   | Kelme–Costa Blanca             |
| 1998 | Itálie             | Alberto Elli            | Casino–Ag2r                    |
| 1999 | Itálie             | Marco Pantani           | Mercatone Uno–Bianchi          |
| 2000 | Španělsko          | David Cañada            | ONCE–Deutsche Bank             |
| 2001 | Španělsko          | Aitor González          | Kelme–Costa Blanca             |
| 2002 | Kolumbie           | Víctor Hugo Peña        | U.S. Postal Service            |
| 2003 | Španělsko          | Javier Pascual Llorente | Kelme–Costa Blanca             |
| 2004 | Španělsko          | Alejandro Valverde      | Comunidad Valenciana–Kelme     |
| 2005 | Španělsko          | Koldo Gil               | Liberty Seguros–Würth          |
| 2006 | Španělsko          | José Iván Gutiérrez     | Caisse d'Epargne–Illes Balears |
| 2007 | Španělsko          | Alejandro Valverde      | Caisse d'Epargne               |
| 2008 | Španělsko          | Alejandro Valverde      | Caisse d'Epargne               |
| 2009 | Rusko              | Děnis Meňšov            | Rabobank                       |
| 2010 | Česko              | František Raboň         | Team HTC–Columbia              |
| 2011 | Francie            | Jérôme Coppel           | Saur–Sojasun                   |
| 2012 | Kolumbie           | Nairo Quintana          | Movistar Team                  |
| 2013 | Španělsko          | Daniel Navarro          | Cofidis                        |
| 2014 | Španělsko          | Alejandro Valverde      | Movistar Team                  |
| 2015 | Estonsko           | Rein Taaramäe           | Astana                         |
| 2016 | Belgie             | Philippe Gilbert        | BMC Racing Team                |
| 2017 | Španělsko          | Alejandro Valverde      | Movistar Team                  |
| 2018 | Španělsko          | Luis León Sánchez       | Astana                         |
| 2019 | Španělsko          | Luis León Sánchez       | Astana                         |
| 2020 | Belgie             | Xandro Meurisse         | Circus–Wanty Gobert            |
| 2021 | Španělsko          | Antonio Jesús Soto      | Euskaltel–Euskadi              |
| 2022 | Itálie             | Alessandro Covi         | UAE Team Emirates              |
| 2023 | Spojené království | Ben Turner              | Ineos Grenadiers               |
| 2024 | Austrálie          | Ben O'Connor            | Decathlon–AG2R La Mondiale     |